# Gronów (powiat świebodziński)
Gronów (niem. Grunow) – wieś w Polsce, położona w województwie lubuskim, w powiecie świebodzińskim, w gminie Łagów.
| SIMC    | Nazwa            | Rodzaj |
| ------- | ---------------- | ------ |
| 0911316 | Gronów-Winiarnia | osada  |
| 0911322 | Stok             | osada  |

W latach 1975–1998 miejscowość należała administracyjnie do województwa zielonogórskiego.
Miejscowość przecina droga krajowa nr 92.